# Pycnogonum cataphractum
Pycnogonum cataphractum är en havsspindelart som beskrevs av Möbius, K. 1902. Pycnogonum cataphractum ingår i släktet Pycnogonum och familjen Pycnogonidae. Inga underarter finns listade i Catalogue of Life.